# アイガイオン (エースコンバットシリーズ)
P-1112 アイガイオン (P-1112 Aigaion) は、バンダイナムコゲームスのXbox 360用フライトシューティングゲーム『ACE COMBAT 6 解放への戦火』、同PlayStation 3用『ACE COMBAT INFINITY』、アーケードゲーム『マッハストーム』に登場する架空の航空機。本項目では護衛機である電子支援プラットフォーム「P-1113 コットス（P-1113 Kottos）」、航空火力プラットフォーム「P-1114 ギュゲス（P-1114 Gyges）」についても記述する。

## 概要
ストレンジリアル世界を舞台とした『エースコンバット6』において敵艦として登場し、主人公たちと交戦する。また、現実世界とストレンジリアル世界を融合した世界観の『エースコンバット インフィニティ』にも敵艦として登場する。どちらの世界観でもデザインに大きな変化はなく、航空機の運用能力を持つ空中空母としての役割を有する重巡航管制機として登場する。
エースコンバットシリーズとは直接の関係性はないゲームではあるものの『マッハストーム』では敵艦として登場する。
アイガイオン、ギュゲス、コットスの名称はそれぞれギリシア神話に登場するヘカトンケイルたちの名前に由来する。

## ストレンジリアル

### 開発経緯
1999年の小惑星ユリシーズの落着以降、アネア大陸東部のエストバキア連邦はユリシーズの破片が多数落下したことで経済基盤が崩壊し、軍閥同士が争う内戦状態へと陥った。内戦の最中、主要軍閥の一つである東部軍閥を率いるグスタフ・ドヴロニク上級大将は「空中艦隊構想（P/F-X計画）」を発案する。これは「広範囲に亘る航空優勢を継続して確立する新戦略及び戦術」と定義づけられたもので、アネア大陸全土に展開可能な制空システムの構築を目的としており、長距離ミサイルと空中からの艦載機運用能力によって広範囲にわたる航空優勢を確立するものとされた。
しかし、「空中からの艦載機運用」には空母と同等の艦載機の発着能力や搭載能力を持った航空機の実現が不可欠であり、その実現には高い技術力と莫大な資金が必要であると外国の軍事評論家からは見られていた。また、1970年以降でのエストバキア軍の装備のほとんどはベルカ公国やユークトバニア連邦共和国から調達されており、国内における兵器開発技術の蓄積はほとんどなかった。加えて1995年に起きたベルカ戦争の結果、最大の兵器供給元であったベルカが敗戦し、2002年にはエストバキアの国内情勢悪化を理由にオーシアやエメリアなどが参加する戦略物資輸出規制の対象国に指定され、他国から新規技術取り入れが困難になり、軍事評論家からはこの計画の実現は不可能だと考えられていた。
しかしエストバキアはベルカ戦争やベルカ事変で戦犯追及を受けた軍人や兵器開発者、財界人を多く受け入れており、加えてドヴロニク上級大将はベルカの技術力と空軍運用能力に強い興味を持っていた軍人のひとりであった。亡命ベルカ人技術者の中には南ベルカ国営兵器産業廠によって開発されていた重巡航管制機・XB-0 フレスベルクの開発に携わった者がおり、彼らの協力により空中艦隊構想は実現することとなった。
フロントライン2012年4月号では「空中艦隊構想は事実上頓挫した」と述べる軍事評論家もいたが、空中艦隊の中核を成すアイガイオンの建造は内戦の最中においても進められていた。内戦末期にはアイガイオンは完成して実戦投入され、リエース派統一戦線（LUF）との戦闘で多大な戦果を上げている。

### 特徴
全幅963.77m、全長433.3m、全高102.39mという非常に巨大な機体で、機首部に機体中部からの支柱により支えられる長大な主翼を持ち、さながらエイやマンタを彷彿とさせる形状になっている。後部には艦載機の着艦口があるほか、その上に2機の着艦スポットを持つヘリ甲板がある。
巨大な機体を飛ばすため、24基の強力なエンジンを持っており、滞空能力は72時間程度である。陸上機だったXB-0と異なり、これほど巨大な機体を運用できる地上基地は限られているため、離着水能力を持つ飛行艇として設計された。普段は空中給油を繰り返しながら飛行を続け機体の整備時には着水するという特殊な運用スタイルをとっているため、海軍所属機となっている。機体前面には空中給油の為のプローブ・アンド・ドローグ方式の空中給油口が主翼前方に6つ配置されており、劇中では6機のKC-10から長大な給油プローブによって空中給油が行われている。
艦載機は格納庫からパレットに乗せられて引き出された後、コクピット下部の発艦口からカタパルトを用いて発艦する。
空中空母である以上、艦載機の管制用に高性能レーダーと管制機器を有しており、後述する護衛機とともに鉄壁の監視網を持つが、機体の都合上空中給油時にはレーダーによる正面方向の索敵ができず、死角になってしまうという欠点が存在した。後述するエメリア・エストバキア戦争時には、この欠点を突かれてエメリア軍航空部隊の接近を許す結果となっている。

### 武装
ニンバス
機体前方上部に7基ある専用のVLSから発射される、大型の長距離巡航ミサイル。対地・対空を問わない広域制圧を主任務としており、着弾地点に巨大な火球を発生させる特殊弾頭を搭載している。
誘導はアイガイオン側のレーダーで行われるが、レーダーの索敵圏外では目標周辺にマーカードローンと呼ばれる無人航空機を飛ばして誘導を行う。そのシステム上、マーカードローンを撃墜されれば目標への誘導が困難になる欠点がある。
名称はギリシャ神話に於ける神の乗る光雲や後光、キリスト教に於ける神や天使、聖人といった存在が放つ頭光（天使の輪）などを意味する。
対空兵装
機体の防御用として、機体各所に多数の高射砲・対空機関砲・空対空ミサイルを装備している。また、機体内には自走高射機関砲を格納しており、防空戦闘の際にはそれらを飛行甲板上に展開して対空戦闘を行う。

### 艦載機
正規空母並みの発着艦設備を持つアイガイオンでは、艦載機としてエストバキア連邦中央軍管区空軍370航空連隊第009戦術飛行隊シュトリゴン所属のSu-33を搭載する。
第009戦術飛行隊は内戦時に「東部軍閥」に所属し多大な戦果を挙げたエース部隊で、その戦果から東欧の一部に伝わる吸血鬼伝説に登場する吸血鬼、または魔術師を意味する「シュトリゴン」という異名が付けられた。所属機は全て血を思わせる赤黒い色に塗られており、部隊章（エンブレム）も赤を基調に死神が描かれている。
その他、先述したニンバス誘導用のマーカードローンを多数搭載する。

### 護衛機
空中艦隊構想においては、アイガイオンはあくまでも艦隊の中枢を担う機体であり、それを護衛するための専用機も必要とされていた。いくら機体各所に大量の対空兵装を搭載し、戦闘機の護衛がついていたとしても、機動性が低く近接戦闘能力が脆弱である以上航空機によって撃墜される可能性が高いことは明らかであり、実際ベルカ戦争後多国籍クーデター軍「国境無き世界」で運用されたXB-0が、エース部隊の護衛を受けていたにもかかわらず撃墜されている。そのため、 異なる任務を担う2種類の護衛機が建造されている。

#### P-1113 コットス
- 全幅：486.45m
- 全長：205.44m
- 全高：43.61m。

空中艦隊において電子戦を担う電子支援プラットフォーム。機体自体はアイガイオンよりもやや小型だが、アイガイオンと同じく機首から延びる長大な主翼を有しており、6基の大出力エンジンで飛行する。
電子戦に特化した非武装機で、強力な電子戦能力とデータリンクシステムにより、空中艦隊および周辺の友軍を支援する超大型電子戦機としての役割を持つ。空中艦隊では2機がアイガイオンに随伴する。

#### P-1114 ギュゲス
- 全幅：486.45m
- 全長：206.68m
- 全高：43.61m。

空中艦隊において、空中艦隊の防空を担う航空火力プラットフォーム。コットスと同程度の機体規模を持ち、6基の大出力エンジンで飛行する。
機体各所に配置された対空機関砲や空対空ミサイルなどの対空兵装による濃密な弾幕と、その巨体に似合わない高い機動性を生かした火力支援により、艦隊に接近する敵性航空機やミサイルといった脅威目標を排除する。
この機体が、アイガイオン及びコットスの近接戦闘能力への脆弱性をカバーしている。

### 実戦参加
アイガイオンはエストバキア内戦の最中に完成しており、LUFとの戦闘に投入された。アイガイオンは東部軍閥のエリートパイロット部隊であるシュトリゴン隊と連携してLUFを攻撃し、わずか1週間でLUFの支配領域の約80％を制圧した。
2015年8月30日に勃発したエメリア・エストバキア戦争で実戦投入され、開戦劈頭のグレースメリア侵攻において、ニンバスとシュトリゴン隊により防衛に当たったエメリア共和国軍に多大な損害を与え、撤退に追い込んでいる。
その後、アイガイオン率いる空中艦隊はエストバキア軍の侵攻を支え、11月後半の時点でエストバキアはアネア大陸のほぼ全域及びその西部に位置するケセド島の北部までをその勢力圏に収めた。また、この時期大陸に残存したエメリア軍によるグレースメリア奪還作戦『キング＆バルーン作戦』が4度に渡って展開されたが、アイガイオンやシュトリゴン隊によりその全てが失敗に終わる。
戦力の再編を進めたエメリア軍は、セルムナ連峰での戦闘の際に露呈したニンバスの誘導方法の脆弱性をつき、その後の南部港湾都市サン・ロマの攻防戦ではニンバスを用いた支援攻撃の一部無力化に成功する。
2016年2月20日、エメリア軍航空部隊による空中艦隊への攻撃が実施される。これは前述のアイガイオン空中給油時に正面索敵性能が低下するという弱点を突いたもので、エメリア軍情報部がアイガイオンの空中給油スケジュールを入手したことで実行された。奇襲を受ける側となったアイガイオンと空中艦隊は多数の対空兵装、シュトリゴン隊、さらにはニンバスによって応戦するも全機撃墜され、海中にその姿を消した。

## エースコンバット インフィニティ
世界観が異なる『エースコンバット インフィニティ』にも登場する。こちらでは某国が開発した重巡航管制機で、配備数を削減するため高性能化・大型化を図った結果、過剰進化した「空飛ぶ軍艦」と設定されている。作中ではユージア軍によって運用されて国連軍との戦闘に投入されており、その巨大な外観や白色の機体色から国連軍からは白鯨（Moby Dick）と呼ばれている。
キャンペーンモードでは2019年8月10日、東京での戦闘でユージア軍はアイガイオンを投入した。アイガイオンはアローズ社と国連軍の攻撃によって撃沈された。
協同戦役では複数の派生機が存在しており、白色の通常型に加えて、耐久力が向上した赤色の改良型、ニンバスを使用しない代わりにレーザー砲を搭載した金色の武装試験型、更に多くのレーザー砲を搭載した黒色の武装強化型が存在する。
コットスやギュゲスも協同戦役に登場する。こちらではストレンジリアルと同様アイガイオンと空中艦隊を編成する他、緊急ミッションの1パターンとしてギュゲスとコットスのみの編隊を組んで登場する。またストーンヘンジでの高難度の非常招集においてコットス単体が増援として出現する。

## マッハストーム
エースコンバットシリーズとは直接の関係性はないゲームだが、CFA-44等と共に本作にも登場する。東京上空マップで巨大ステルス機として登場する。
外観は概ね『エースコンバット6』に準じているが、ヘリ甲板の奥側がエンジンに変化している。

## 参考資料
- Xbox 360ソフト『エースコンバット6 解放への戦火』 バンダイナムコゲームス、2007年
- PS3ソフト『エースコンバット インフィニティ』 バンダイナムコゲームス、2014年
- 『エースコンバット6 解放への戦火 コンプリートガイド』 ソフトバンククリエイティブ、2008年
- エースコンバット7 コレクターズエディション付属ブックレット『ACES at WAR A HISTORY 2019』 バンダイナムコエンターテインメント、2019年